# 小行星3650
小行星3650，又称为昆明星，是由紫金山天文台在1978年10月30日发现的主带小行星。
小行星3650以云南省的省会昆明市命名。